# Misteriós assassinat a Manhattan
Misteriós assassinat a Manhattan (títol original: Manhattan Murder Mystery) és una pel·lícula estatunidenca dirigida per Woody Allen, estrenada el 1993. Ha estat doblada al català.

## Argument
Carol i Larry Lipton viuen una vida còmoda en un luxós pis de Manhattan. Coneixen els seus veïns, una parella més gran. L'endemà, la dona mor brutalment d'una crisi cardíaca. Carol no aconsegueix creure en aquesta defunció sobtada i es posa a investigar sobre el seu veí.

## Repartiment
- Woody Allen: Larry Lipton
- Diane Keaton: Carol Lipton
- Alan Alda: Ted
- Zach Braff: Nick Lipton

## Al voltant de la pel·lícula
- La pel·lícula marca el retrobament entre Woody Allen i l'actriu Diane Keaton, en resposta a la separació agitada del director amb Mia Farrow.
- Al paper del fill, Zach Braff, el futur heroi de Scrubs, fa la seva primera aparició en el cinema.
- Al començament de la pel·lícula, els personatges miren Double Indemnity, de Billy Wilder, pel·lícula negra que estimularà la imaginació quant a un possible homicidi.
- Al final de la pel·lícula, tenen lloc trets durant una projecció de La senyora de Shanghai d'Orson Welles, reproduint els efectes de miralls i de desorientació de la pel·lícula de Welles.
- La presència d'aquestes dues obres, lligades a l'acció d'aquella on apareixen, fan de  Misteriós assassinat a Manhattan  un exemple de pel·lícula contenint una pel·lícula, un procediment freqüent a Woody Allen.

## Nominacions
- César a la millor pel·lícula estrangera
- 1994: Nominació als Premi Globus d'Or per a Diane Keaton en la categoria millor actriu